# Manuel Friedrich
Pour les articles homonymes, voir Friedrich.
Manuel Friedrich, né le 13 septembre 1979 à Bad Kreuznach, est un footballeur international allemand. Il évolue au poste de défenseur central.

## Biographie

### En club
Après avoir débuté le football dans le petit club de Guldental, ville voisine de sa ville natale, il rejoint en 1995 le FSV Mayence où il suit sa formation. Le 4 août 1999, il fait sa première apparition avec l'équipe réserve du FSV Mayence, alors en Oberliga Südwest. Le 26 février 2000, Friedrich fait ses débuts professionnels à l'occasion de la réception de l'Energie Cottbus par le FSV Mayence en 2. Bundesliga (1-0). Il évolue ensuite trois saisons en seconde division avec les Null-Fünfer, devenant rapidement titulaire en défense centrale. Lors de la saison 2001-2002, il s'illustre en inscrivant 8 buts en 32 matchs, chose rare pour un défenseur, d'autant qu'aucun d'entre eux n'est marqué sur penalty. 
Ses performances attirent l'intérêt de clubs jouant le haut du tableau en Bundesliga et Friedrich rejoint les rangs du Werder Brême en 2002. À peine arrivé, il se blesse aux ligaments croisés et doit faire une croix sur une bonne partie de la saison 2002-2003. Le 23 août 2003, il joue son premier match sous ses nouvelles couleurs, un an après son arrivée au club. Cette rencontre face au FC Schalke 04 à domicile (4-1), qui marque aussi ses débuts en Bundesliga, est d'ailleurs le seul match qu'il joue pour le Werder. Il ne parvient pas à s'imposer en équipe première, se blessant notamment une seconde fois au genou, et retourne en prêt au FSV Mayence en janvier 2004. Avec les Null-Fünfer, il termine troisième et promu de la 2. Bundesliga. Cette même saison, il remporte aussi officiellement la Bundesliga, en vertu de l'unique match joué avec le Werder Brême. À l'intersaison, il est définitivement transféré vers le FSV Mayence et s'impose progressivement comme l'un des grands défenseurs du championnat lors des trois saisons qui suivent, toujours sous les couleurs du club rhénan. Il est même appelé en sélection nationale allemande en 2006. 
En 2007, il rejoint les rangs du Bayer Leverkusen dont il devient rapidement l'un des piliers, marquant régulièrement des buts de la tête. Après cinq ans sans trophée sous les couleurs du Bayer Leverkusen, il est laissé libre alors qu'il a trente-trois ans. Le 20 novembre 2013, après quelques mois d'inactivité, il signe au Borussia Dortmund, alors que le club a ses deux défenseurs centraux blessés. Il retrouve dans ce club Jürgen Klopp, qui fut son entraîneur lorsqu'il évoluait à Mayence.
Le 22 août 2014, il relève un dernier challenge en partant pour l'Inde et en s'engageant pour une saison avec le Mumbai FC.

### En sélection nationale
Le 16 août 2006, Manuel Friedrich honore sa première sélection lors d'un match amical contre la Suède, remporté 3-0 par les Allemands. Il est le premier joueur du 1. FSV Mayence 05 à être international.[réf. nécessaire] Il est alors souvent utilisé en défense centrale de la Mannschaft pour pallier les forfaits de Christoph Metzelder ou de Per Mertesacker. Il débute même les qualifications pour l'Euro 2008 avant d'être progressivement écarté par Joachim Löw, qui ne le retient pas pour l'Euro 2008 et ne fait ensuite plus appel à lui en équipe nationale.
Manuel Friedrich totalise ainsi neuf sélections pour un but, qu'il inscrit lors du déplacement de l'Allemagne à Saint Marin, le 6 septembre 2006 (victoire 0-13).

## Palmarès
- Werder Brême
  - Vainqueur de la Bundesliga en 2004.